# Cirrochroa sibylla
Cirrochroa sibylla är en fjärilsart som beskrevs av Johannes Karl Max Röber 1887. Cirrochroa sibylla ingår i släktet Cirrochroa och familjen praktfjärilar. Inga underarter finns listade i Catalogue of Life.